# 北支那特别警备队
北支那特別警備隊（日语：北支那特別警備隊），又稱華北特別警備隊，简称“北特警”，是中国抗日战争时期大日本帝國陸軍北支那方面軍由憲兵改编而成的铲共特工部队。任务是“在华北方面对敌人的秘密组织和秘密活动进行侦察、摧毁等秘密战斗”。特别危险的秘密作战导致伤亡率很高，至终战有1名大队长、3名中队长以下800余人战亡。

## 历史
自《辛丑条约》后，日本的清國駐屯軍（後稱支那駐屯軍）内设有20余名宪兵。七七事变前，随着华北形势日趋紧张，1936年6月设立支那驻屯宪兵队，司令官腾井慎二大佐，后为赤藤庄次中佐，本部设在天津日租界，下设北平宪兵队、天津宪兵分队及通州、塘沽、唐山、秦皇岛、山海关宪兵分遣队。1937年6月增设了“特高课”。1937年8月25日大本营《軍令陸甲第13号》，支那驻屯宪兵队临时编制237人；增设“特设北平宪兵队总部”，司令官大野广一，指挥通州、丰台、城东、城西等宪兵分队。北支那方面军的第1军、第11军、驻蒙军分别配属野战宪兵和兵站宪兵。
1937年8月31日，支那驻屯宪兵队改为“驻支那宪兵队司令部”，编制1624人。司令官佐佐木到一、北野宪造。辖北平、天津、济南、青岛、石家庄、太原、临汾、张家口、徐州、开封10个宪兵队共38个宪兵分队和北平宪兵教练所。
1941年5月22日，大本营《軍令陸甲第17号》，驻支那宪兵司令部改为“北支那派遣宪兵队”。司令官矢野音三郎。编制2595人。辖北平、天津、济南、青岛、石家庄、太原、临汾、张家口、开封9个宪兵队。
1943年8月24日根据《軍令陸甲第81号》设立“北支那特别警备队”；剩余的北支那派遣宪兵队编北京、济南、太原、张家口4个宪兵队，编制缩简为970人。北特警于9月20日编成。1943年10月12日，大陆命862号，把北支那特别警备队编入北支那方面军序列。
每一个大队，都有对共调查班、科学侦谍班、特别侦谍队、临时特别情报队。各个大队、中队都能单独行动，除装备特殊器材，通讯器材外，以自卫武器和轻便武器为主，具有进行小规模战斗的能力。全部成员，包括普通队员都接受汉语培训，盘查检查、化妆、跟踪、暗中监视、快速行动、鉴别人员、搜查审问、听取谍报和小规模战斗等训练。1943年9月到1944年6月，大约9个月时间，北特警第一期作战，5个大队参加战斗4214次。1943年11月，北特警第一大队和第五大队，作战114次；同年12月作战226次。
高级参谋大森三彦大佐回忆：“北特警在进行‘治安战’中，最感头疼的问题是没有行政权。只凭武力并不能摧毁人的思想。‘治安战’需要对军事、行政、经济、警察、宣传等进行统一指挥。所谓治安的概念是因为有主权才得以维持，没有主权就没有治安。我军在北支那没有作为政治对象的人民，因而就没有真正的主权。”
1944年2月15日根据《軍令陸甲第18号》，增加了第6至第10大队，宪兵总员额1157人未变，主要是增加了步兵人数。大队由本部和5个中队组成，兵力为1157人。中队由4个小队组成，兵力202人。小队由5个分队组成。教育队由一个候补下士官中队、二个受训兵中队及一个教导中队组成。兵员增加100人。
1944年7月7日，北支那方面军高度重视冀东道的治安，把独立第八混成旅团列入北特警指挥之下。7月10日，北特警司令部移驻唐山，第九、第十大队、教育队、混合骑兵挺进队陆续调入冀东。
1945年2月1日《軍令甲第18号》，设青岛宪兵队、开封宪兵队、特设冀东宪兵队。1945年6月下旬，华北方面军令分散在青岛、济南、石门、太原的北特警全部集中到冀东地区作战。

## 序列
总队部设唐山，司令官加藤泊治郎少将
- 第一大队：冀东的滦河以西及北宁铁路以南。大队长中山孝一大佐。
- 第二大队：冀鲁边，配属59师团。晋西北。大队长村上直枝中佐。
- 第三大队：冀东的西部 大队长池上发一中佐。1944年6月3日第二中队在迁安县城和爪村之间的杨家崖村（迁安至滦县公路滦河北，徐崖村与杨崖村之间）遭冀东军区第八区队第三连袭击，20名日军中有15人战死，3人受伤。
- 第四大队：冀中、冀西，驻石家庄。配属63师团。大队长三好俊良中佐。设对共调查班、科学侦谍班、特别侦谍队及临时特别情报队。[4]
- 第五大队：平北、京东、察南。配属63师团。大队长天野辉中佐。
- 第六大队：大队长猪俣稔秋少佐 配属第一军。
- 第七大队：大队长原重司宪兵少佐。配属独立混成第9旅团。
- 第八大队：大队长松田秀雄宪兵少佐 配属第十二军。1945年1月移驻青岛，配属59师团。
- 第九大队：冀东。大队长松本满贞宪兵中佐。
- 第十大队：冀东。大队长长谷川俊文少佐。
- 第一特别侦谍队：北平。
- 第二特别侦谍队：天津。
- 第三特别侦谍队：开滦煤矿。
- 第四特别侦谍队：井陉煤矿。
- 第五特别侦谍队：枣庄煤矿。
- 第六特别侦谍队：1943年10月4日组建，部署在山海关。
- 教育队。
- 混合骑兵挺进队。
- 蒙疆特别支队，配属驻蒙军。
- 北支那特别警备队司令部直辖步兵大队：1944年抽调部分满洲国军组成铁石部队入关。间岛部队率先越过长城，包括未来的韩国总统朴正熙和韩军参谋总长白善烨。